# Bazylika św. Wawrzyńca w Wuppertalu
Bazylika św. Wawrzyńca (niem. Basilika St. Laurentius) – rzymskokatolicka świątynia znajdująca się w niemieckim mieście Wuppertal, w dzielnicy Elberfeld.

## Historia
Pierwotnie wezwanie św. Wawrzyńca nosił kościół znany obecnie jako stary kościół reformowany, który w XVI wieku przeszedł w ręce protestantów. Liczba katolików znacznie wzrosła na przełomie XVIII i XIX wieku, na ich potrzeby wzniesiono świątynię na miejscu dzisiejszego Von der Heydt-Museum. Nie wystarczyła ona jednak powiększającej się wspólnocie oraz miała wady konstrukcyjne. 10 sierpnia 1828, na obszarze Osterfeldu leżącego wówczas poza miastem, wmurowano kamień węgielny pod budowę obecnego kościoła wg projektu Adolpha von Vagedesa. Prace wspomogli również zamożniejsi protestanci, ukończono je w roku 1835. Budynek konsekrował 11 lipca 1847 abp Johannes von Geissel. Wyposażenie, przeniesione z poprzedniej budowli, zostało w większości zniszczone podczas bombardowania z nocy z 24 na 25 czerwca 1943. Kościół ponownie otwarto 24 grudnia 1949, prace remontowe trwały do roku 1974. 21 listopada 2013 papież Franciszek wyniósł kościół do godności bazyliki mniejszej.

## Architektura i wyposażenie
Świątynia klasycystyczna, trójnawowa, z dwuwieżową fasadą. Ma długość 63 m i szerokość 31 m, może pomieścić ponad tysiąc osób, co czyni go największym klasycystycznym kościołem w Nadrenii. Na północnych częściach elewacji widnieje mural z 2012, autorstwa Marka Leckzuta, ze scenami z życia św. Wawrzyńca. Barokowy ołtarz główny wykonano w Ingolstadt w latach 1737–1742, w prezbiterium bazyliki ustawiono go po renowacji w 1962. Zdobią go obrazy zdjęcia Chrystusa z krzyża i św. Franciszka oraz figury świętych Józefa i Heleny. Klasycystyczne ołtarze boczne przeniesiono tu z rozebranego kościoła św. Anny w Düsseldorfie w roku 1972, w jednym z nich przechowywane są relikwie bł. Adolfa Kolpinga, który posługiwał w tym kościele w latach 1845–1849. II wojnę światową przetrwały: krzyż misyjny z 1782 i figura św. Wawrzyńca, przeniesione z poprzedniego kościoła. Organy wykonano w 1760 roku w zakładzie Jacoba Engelberta Teschemachera, znajdowały się kolejno w kościołach w Schwelm i w Dönbergu, a w 1983 zainstalowano je w Wuppertalu. W 2009 instrument został wyremontowany przez warsztat Romanus Seifert & Sohn z Kevelaer. Na wieżach kościoła wisi łącznie siedem brązowych dzwonów.

## Galeria

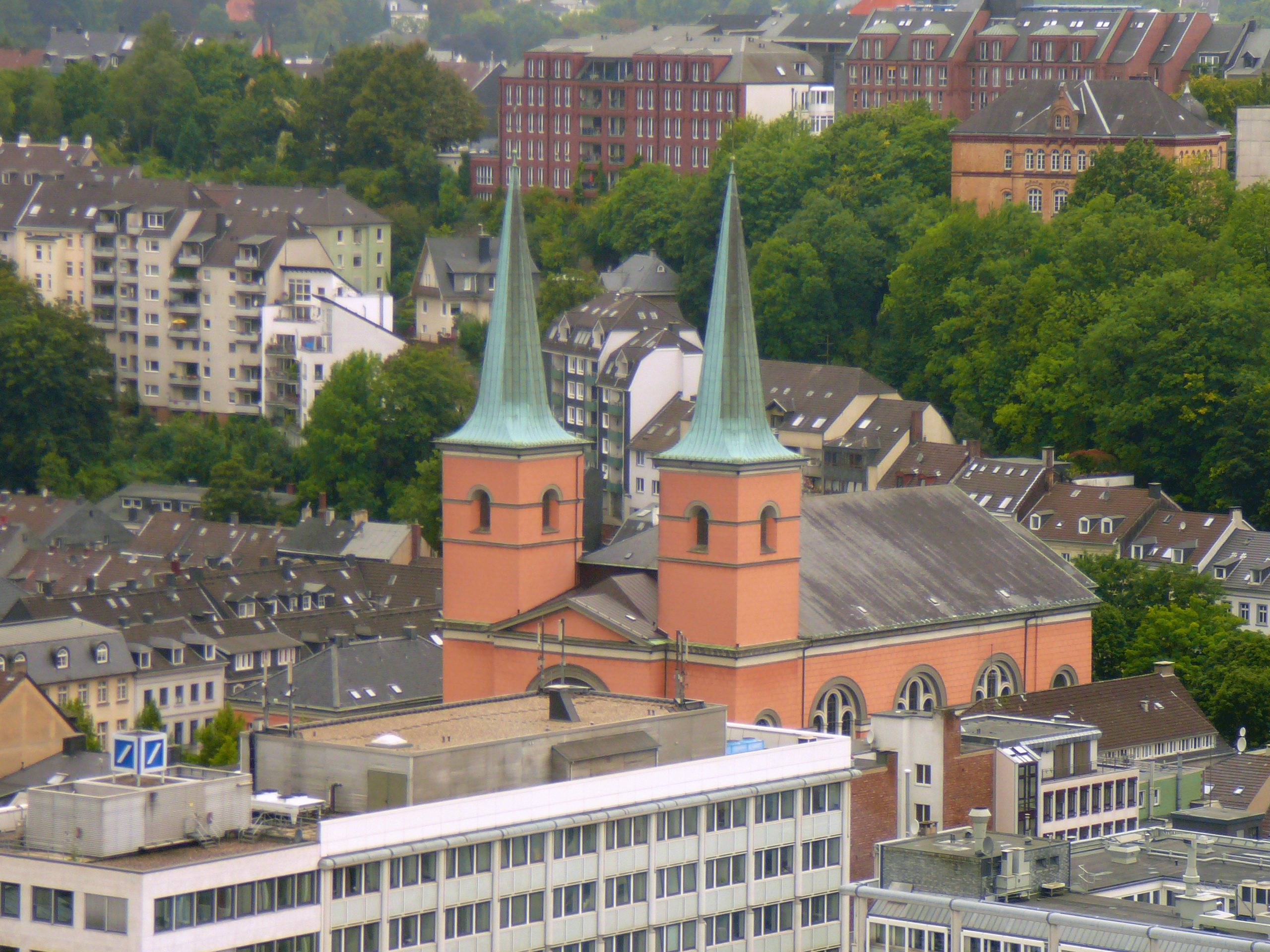
Widok z okna Stadtsparkasse Wuppertal(inne języki)
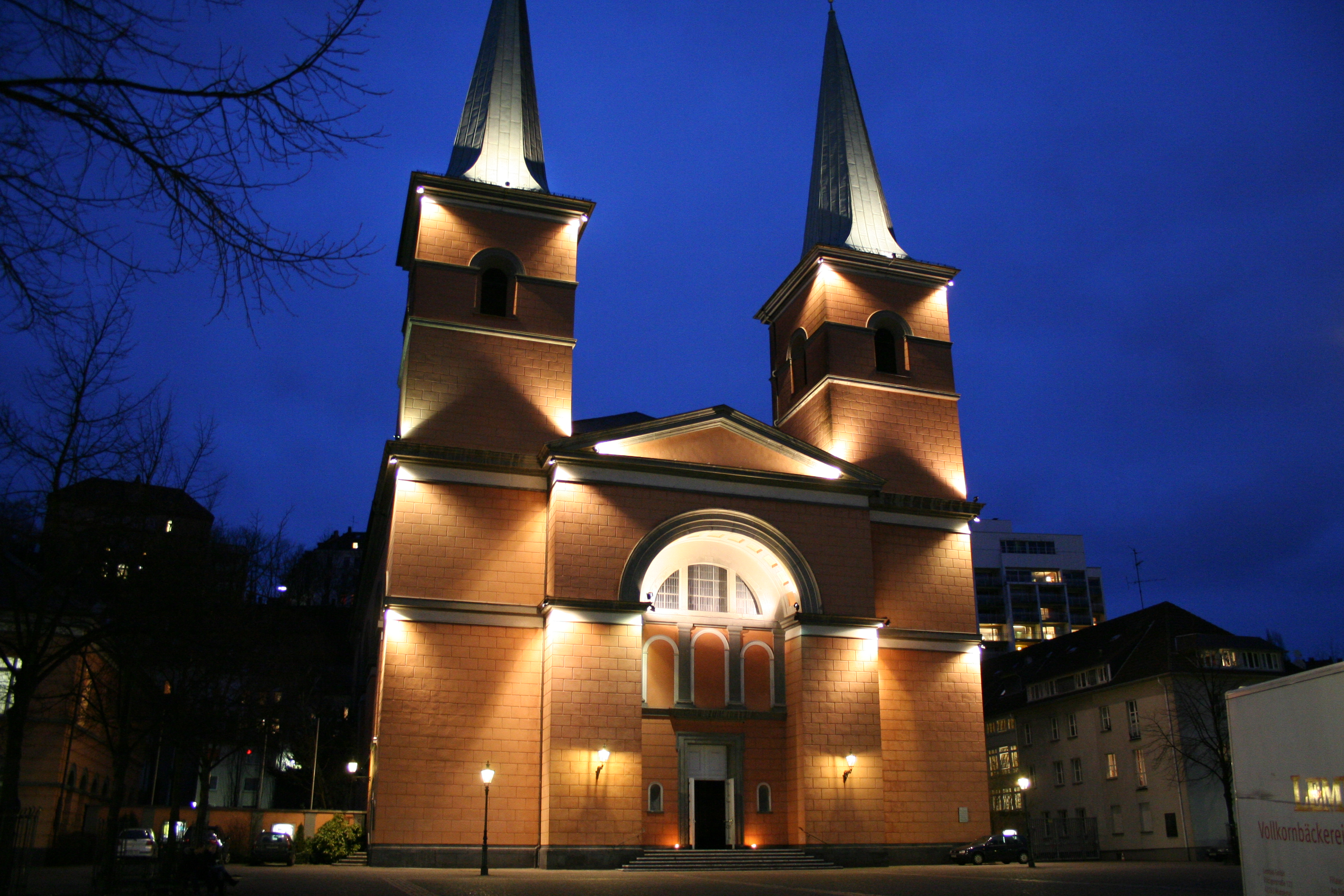
Nocna iluminacja
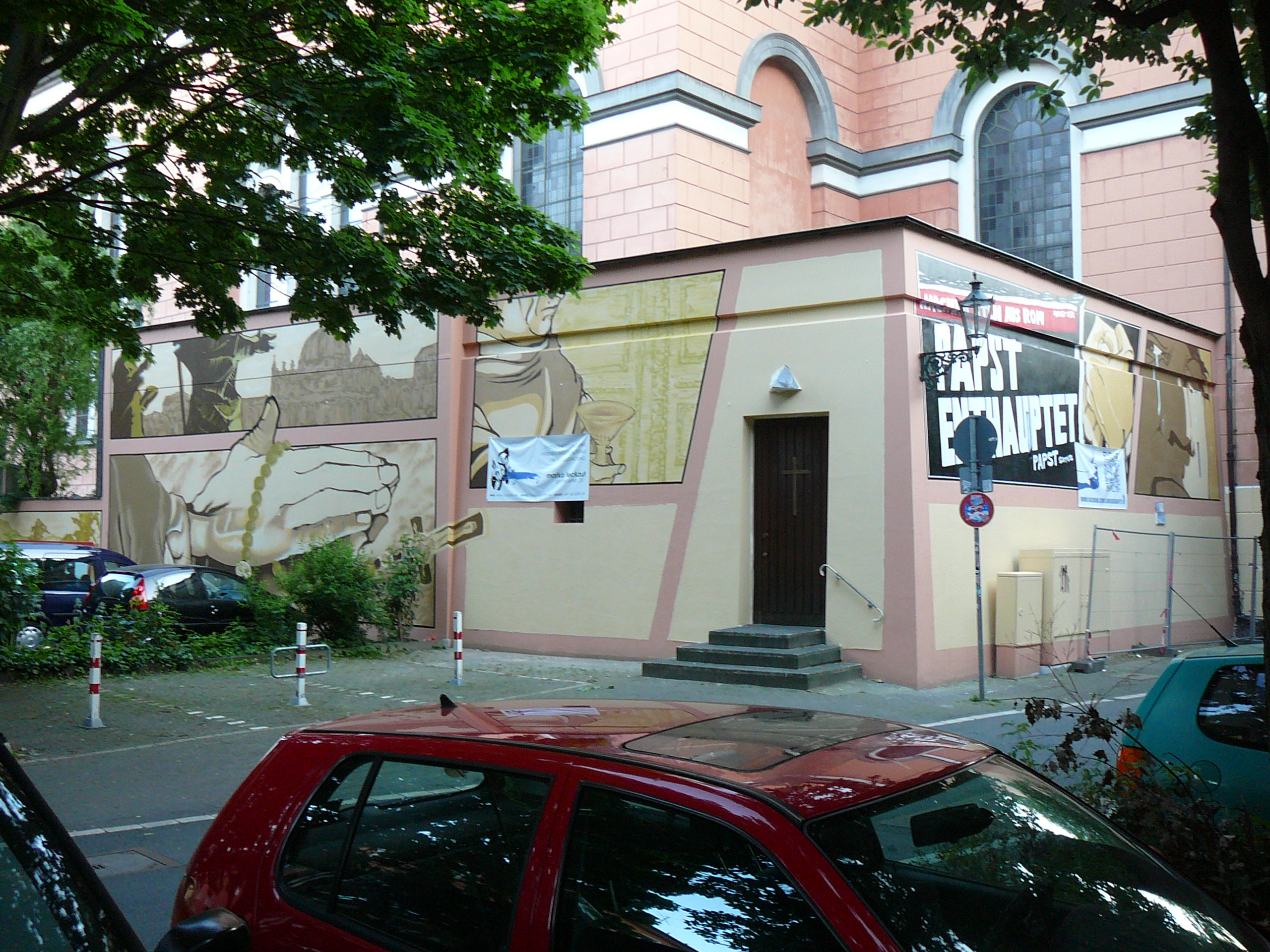
Murale na tyłach kościoła
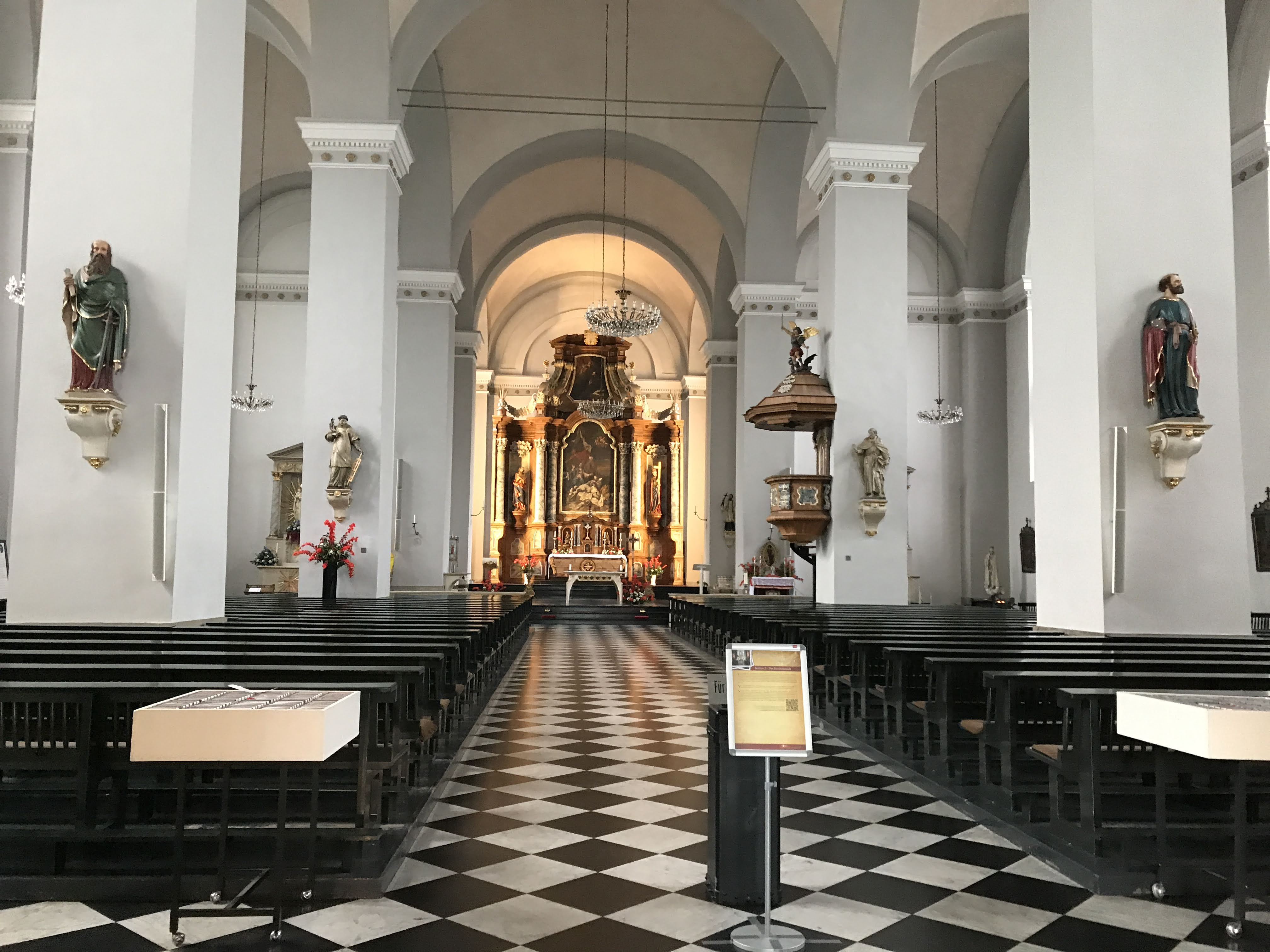
Wnętrze
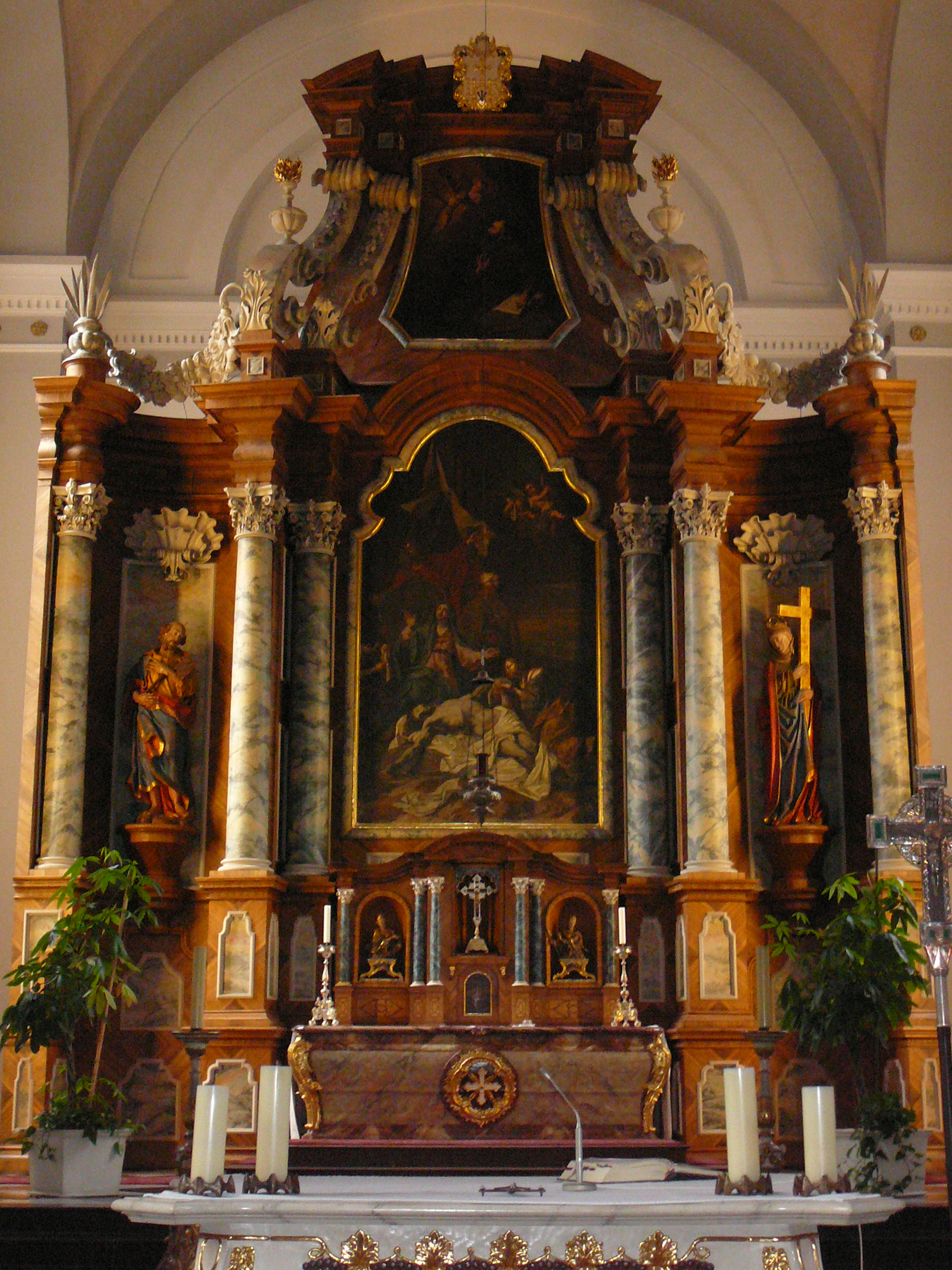
Barokowy ołtarz główny
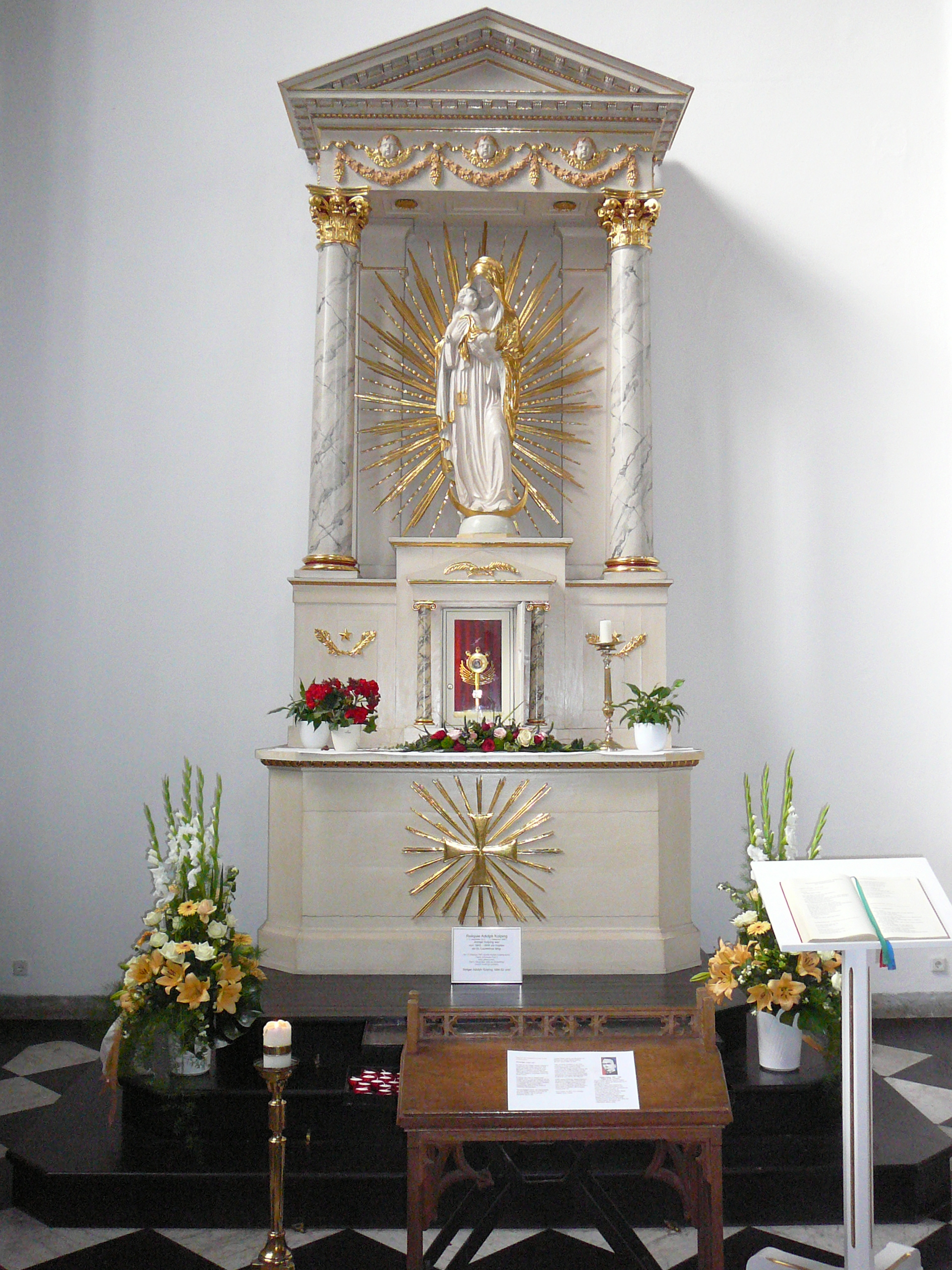
Ołtarz boczny z relikwiami bł. Adolfa Kolpinga
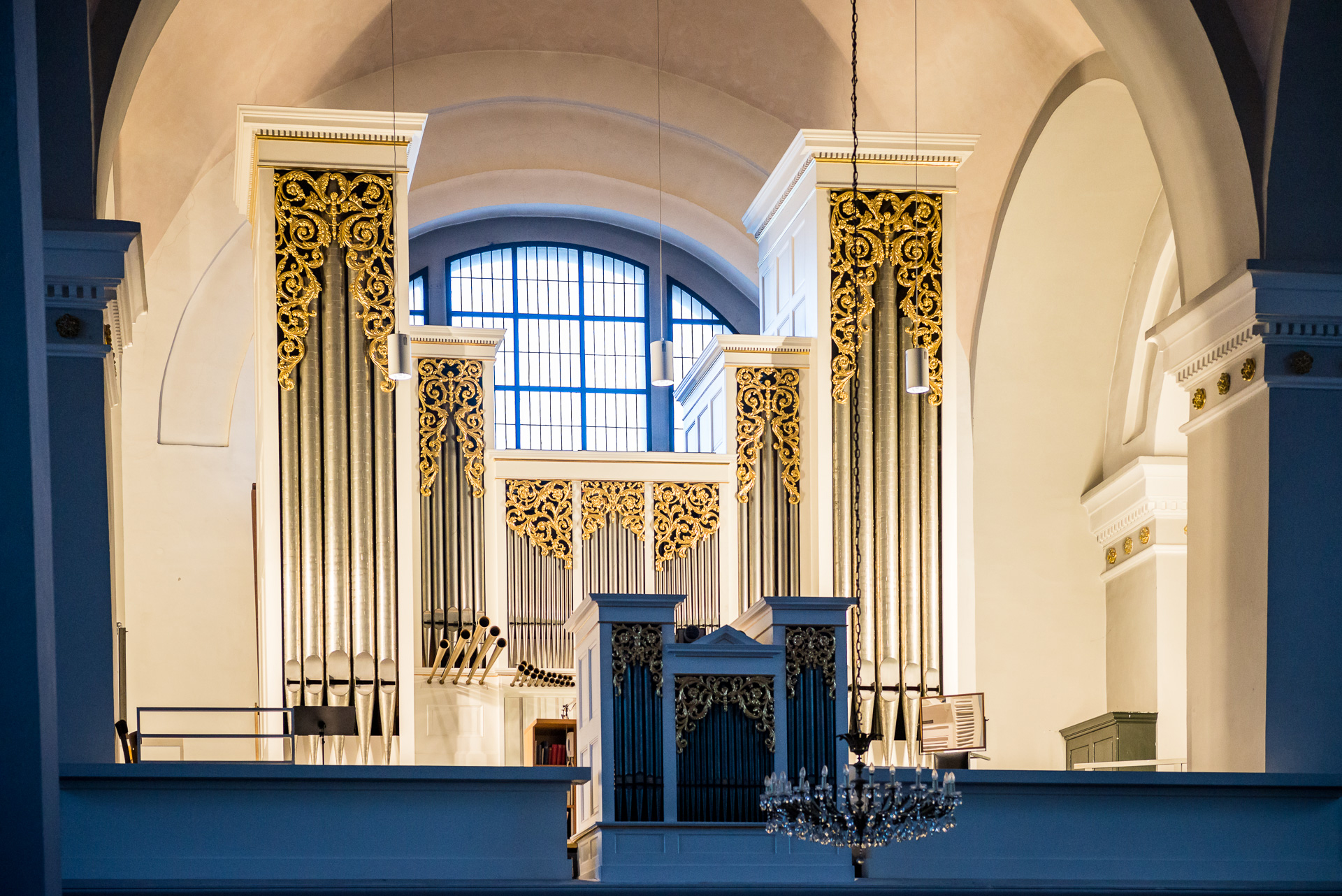
Organy